# Francisco Ponz Piedrafita
Francisco Ponz Piedrafita (Huesca, Aragón; 3 de octubre de 1919-Pamplona, Navarra; 21 de diciembre de 2020) fue un fisiólogo español, catedrático emérito de Fisiología Animal en la Universidad de Navarra, de la que también fue rector (1966-1979).

## Biografía

### Formación académica
Natural de Huesca, tras realizar allí el bachillerato, se trasladó a Madrid en 1935 para realizar los estudios superiores en Ciencias Naturales en la Universidad de Madrid. En la villa y corte se inició en la investigación biológica a través del Instituto Cajal (Madrid, CSIC) con los profesores Jiménez Vargas, Carrato y Santos Ruiz y obtuvo el Doctorado en Ciencias Naturales en 1942 con Premio del CSIC 1942. Amplió estudios en Suiza en el ETH de Zürich sobre técnicas de nutrición animal (profesor Crassemann) y en la Universidad de Friburgo sobre absorción intestinal (profesor Laszt) y de embriología de anfibios (profesor Kälin). En 1944 ganó por unanimidad la cátedra de Fisiología Animal de la Facultad de Ciencias de la Universidad de Barcelona en la que permaneció hasta 1966, en que se trasladó a igual cátedra de la Universidad de Navarra. Anteriormente había viajado a Buenos Aires (12 de marzo de 1950) junto con Ismael Sánchez Bella y Ricardo Fernández Vallespín para iniciar la labor apostólica del Opus Dei en Argentina. Pasó a Profesor Emérito de la Universidad de Navarra en 1992.

### Trayectoria profesional y académica
En sus más de cincuenta años de profesorado universitario desarrolló una extensa labor docente e investigadora y formó grupos de valiosos discípulos. Además de Fisiología Animal en ambas universidades, explicó en Barcelona: Biología, Fisiología General (Bioquímica) y Enzimología (Doctorado) y en Pamplona Fisiología Comparada y Transporte por membranas (Doctorado).
Dirigió buen número de tesis doctorales y muchos de sus discípulos fueron excelentes profesores universitarios e investigadores. Fruto de su actividad científica son unos 170 artículos de investigación original publicados en revistas de difusión internacional. Junto a otros temas que despertaron su atención, sus principales y más abundantes publicaciones versan sobre los procesos fisiológicos y bioquímico-moleculares relacionados con la absorción intestinal de sustancias hidrosolubles, a cuya clarificación contribuyó con metodologías originales. Formó parte de varias sociedades científicas nacionales e internacionales.
Fue cofundador de la Revista Española de Fisiología (1945) —hoy Journal of Physiology and Biochemistry— y se ocupó de su dirección desde 1956 hasta 1966, en Barcelona, y desde 1967 a 1995, en la Universidad de Navarra. Durante algunos años (1951-1956) compartió en Barcelona sus actividades científicas con las educativas de formación humana, cultural y espiritual desde la dirección del Colegio Mayor Universitario Monterols.

### Rectorado en la Universidad de Navarra
Fue Rector de la Universidad de Navarra desde junio de 1966, en sustitución del profesor José María Albareda, fallecido poco antes, hasta abril de 1979, en que le sucedió Alfonso Nieto. A lo largo de sus casi trece años de Rector, la Universidad continuó su desarrollo, moderadamente en cuanto al inicio de nuevas enseñanzas, y de un modo notable en cuanto a: construcciones, profesorado, número de estudiantes y personal de servicios. Los institutos de Teología y Ciencias de la Información se convirtieron en facultades, y se creó el ILCE (Instituto de Lengua y Cultura Española). Se construyeron el edificio de Ciencias, la biblioteca (edificio Ismael Sánchez Bella) y la Escuela de Arquitectura.
En la década de los setenta, se produjo un fuerte impulso de la investigación científica, una importante expansión de la Clínica Universidad de Navarra y la consolidación de la Universidad en el ámbito nacional e internacional. Durante esos años hubo largos periodos de graves disturbios y conflictos estudiantiles en la universidad en España y en otros muchos países, de lo que la Universidad de Navarra fue admirada excepción. Tuvo asimismo lugar en el país el tránsito del régimen político autoritario de Franco al democrático de monarquía parlamentaria.
En 1988, publica Reflexiones sobre el quehacer universitario, donde reúne la práctica totalidad de artículos e intervenciones orales del autor sobre muy variados temas universitarios durante su periodo como Rector de la Universidad de Navarra. En todo ello deseaba reflejar, según su criterio, el modo personal de entender la Universidad de Navarra que tenía su fundador, San Josemaría y, como éste distinguía, “no el modo de ver del Opus Dei, que en todas las cosas temporales y discutibles no puede ni quiere tener opción alguna”. Los textos allí recogidos hacen referencia, entre otras cuestiones, a la fundación de la Universidad y a sus principios fundacionales, al espíritu que debe animar todo su trabajo, a las misiones de la Universidad como servicio cristiano y humano a las personas y a la sociedad, al magisterio universitario, al asesoramiento académico a los alumnos, a la Asociación de Amigos de la Universidad de Navarra, a los Colegios Mayores Universitarios, etcétera.
Al cesar en 1979 como Rector, fue nombrado Vicerrector de la misma Universidad hasta 1992. Durante todo su tiempo en esos cargos, simultaneó las funciones de gobierno universitario con las ordinarias académicas docentes e investigadoras en su Departamento. Tras su jubilación, visitaba semanalmente la facultad de Ciencias para charlar con otros profesores jubilados y mostrarse disponible para lo que hiciera falta. Como legado, se ha destacado: su estilo personal, científico riguroso, docente amable, trabajador infatigable, hombre de fe, hombre fiel. Como rector ejerció la prudencia. Solía decir que quien gobierna no tiene que dejar a nadie herido.

### Fallecimiento
Falleció en la tarde del 21 de diciembre de 2020, a los 101 años de edad, junto a la primera piedra del edificio central de la Universidad de Navarra, mientras esperaba a un amigo para asistir al funeral del también catedrático Antonio Monge.

### Premios y reconocimientos
- Premio C.S.I.C. (1942)
- Consejero de número del C.S.I.C. (1962)
- Académico de número de la Real Academia de Ciencias y Artes de Barcelona (1964)
- Gran Cruz de Alfonso X El Sabio (1969)
- Medalla de Oro de la Universidad de Navarra (mayo de 1991)

## Obra

### Científica
- Artículos de investigación: Unos 170 artículos de investigación científico-experimental publicados en revistas de difusión internacional. Compilados en su gran mayoría en la publicación Francisco Ponz Piedrafita, Obra Científica: 1943-1991, volúmenes I, II y III, 1907 pág., Servicio de Publicaciones de la Universidad de Navarra, Pamplona, 1991.
- La genética en Rusia, Arbor, n. 47, 1-16, C.S.I.C., Madrid, 1949.
- El desnivel entre lo físico y lo biológico, Arbor, n. 66, 1-25, CSIC, Madrid, 1951.
- Ponz, F. y Villar-Palasí, V. (ed.), Proceedings of the Vth Latin International Biochemical Meeting, cinco volúmenes (I-V), Barcelona, 1960.
- Rodríguez-Villanueva, J. y Francisco Ponz (eds.), Membranes: Structure and Function, 6th FEBS Meeting, Madrid 1969, vol. XX, Academic Press, Londres, Nueva York, 1970, ISBN 0-12-722150-6.
- Ponz, F., Homeostasis, automatismo y libertad. Lección inaugural del Curso Académico 1979-80, Universidad de Navarra, Pamplona, octubre, 1979.
- Ponz, F. y Lluch, Marcelino, Cincuenta años de la Revista Española de Fisiología, Revista Española de Fisiología, 51, pp. 1-54, 1995.

### Manuales para estudiantes, en colaboración
- Fisiología animal, coordinador con Castejón, A, y Fraile, A., EUNSA, Pamplona, 1979.
- Ponz, F. y Barber, Ana, Fisiología animal. Funciones vegetativas, Editorial Síntesis, Madrid, 1988.
- Ponz, F. y Barber, Ana, Neurofisiología, Editorial Síntesis, Madrid, 1989.
- Ponz, F. y Barber, Ana, Principios de fisiología animal, Editorial Síntesis, Madrid, 1998.

### Sobre la Universidad y la educación universitaria
- Reflexiones sobre el quehacer universitario, EUNSA, Pamplona, 1988, 698 pág.
- Voces “Universidad” (pp. 1223-1230) y “Universidad de Navarra” (pp. 1232-1234) en el Diccionario San Josemaría Escrivá de Balaguer, coordinado por José Luis Illanes, Editorial Monte Carmelo, Burgos, 2013.
- Mi encuentro con el Fundador del Opus Dei (1939-1944), EUNSA, Pamplona, 3ª ed. Pamplona, 2001, 170 pp.

## Bibliografía

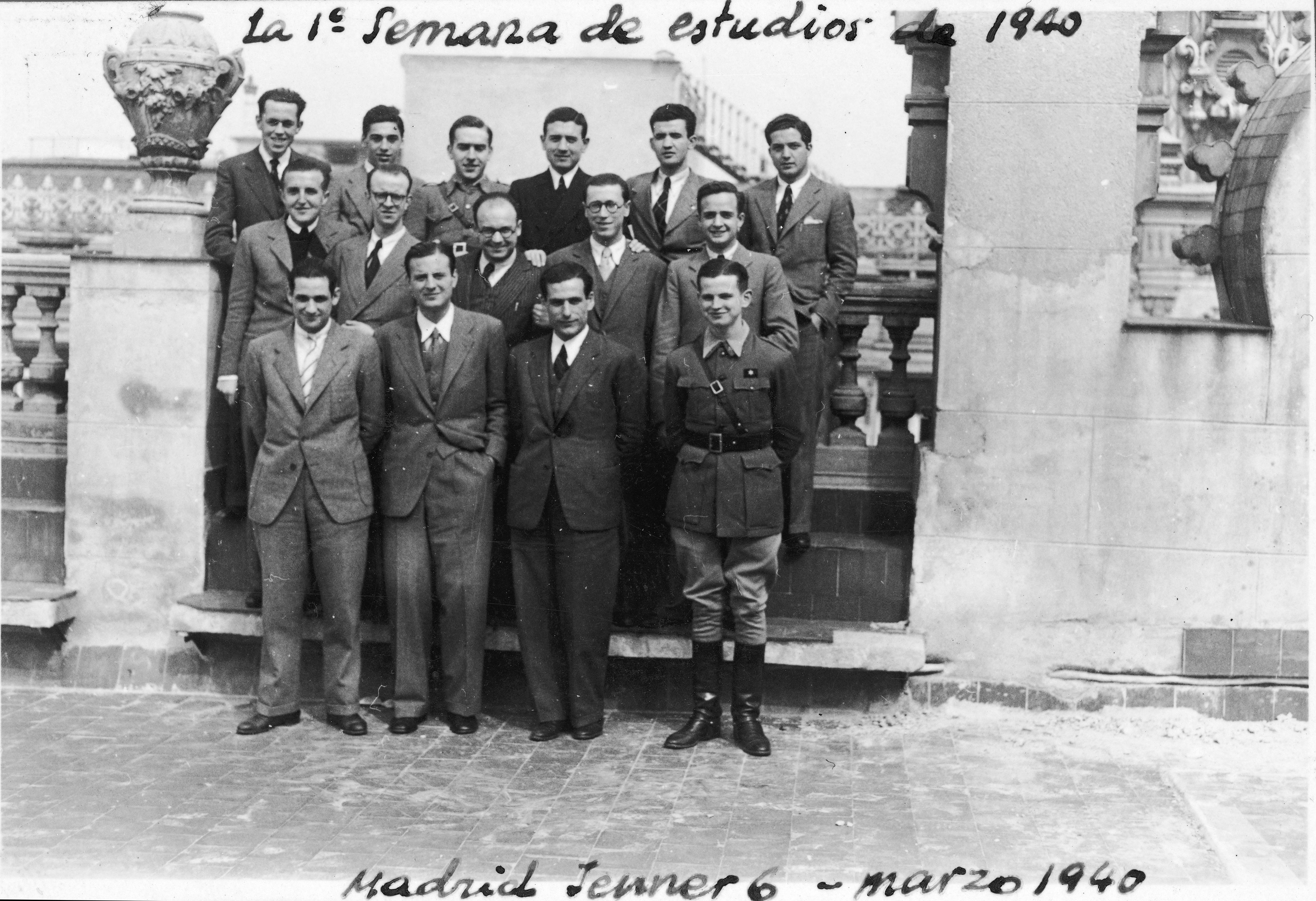
Francisco Ponz en la I Semana de estudios - Residencia Jenner (6 de marzo de 1940). Es el quinto por la izquierda, de la segunda fila.